# أنخيل دي لا توري
أنخيل دي لا توري (بالإنجليزية: Angel de la Torre) هو لاعب غولف أمريكي، ولد في 30 نوفمبر 1896، وتوفي في 28 أغسطس 1983.